# Diecezja chełmska (unicka)

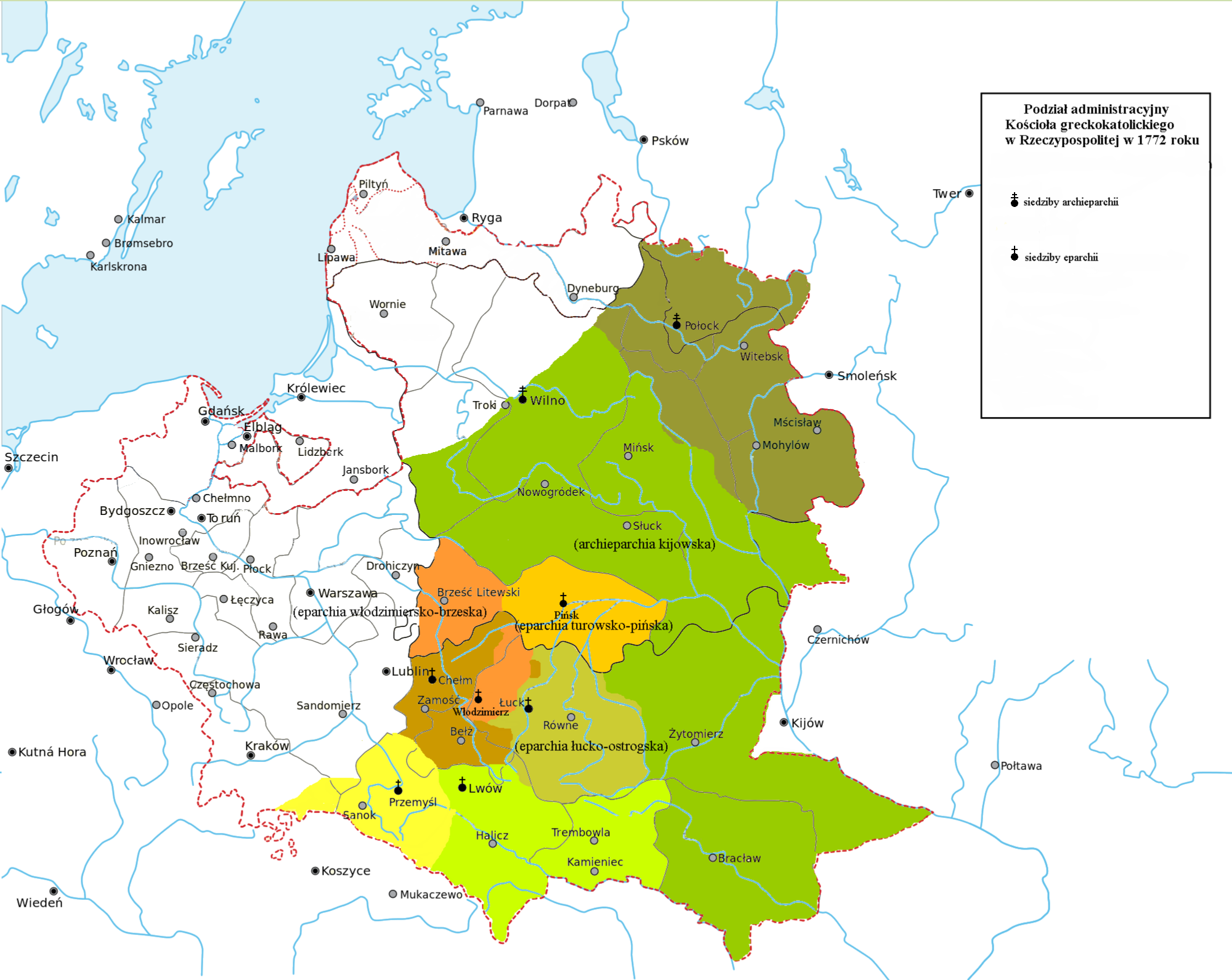
Podział administracyjny Kościoła greckokatolickiego w Polsce w 1772 roku

Chełmska diecezja unicka – dawna diecezja unicka, istniejąca w latach 1596–1875, z siedzibą w Chełmie.
Na synodzie w Brześciu w roku 1595, biskupi metropolii kijowskiej uchwalili tzw. „Artykuły do zjednoczenia z Kościołem rzymskim”. W roku 1596 na ponownym synodzie w Brześciu, część biskupów prawosławnych, w tym biskup chełmski, uznało zwierzchność Rzymu. Dzięki temu biskupi mogli min. zachować wysoką pozycję oraz korzystać z przywilejów, które nie objęłyby ich jako hierarchów prawosławnych.
Część duchownych i wyznawców prawosławia na terenie diecezji chełmskiej nie uznała unii i próbowała zorganizować na nowo prawosławną hierarchię. W 1621 roku patriarcha jerozolimski Teofanes III konsekrował prawosławnego biskupa chełmskiego, Paisjusza. W 1650 roku, na mocy ugody zborowskiej z Bohdanem Chmielnickim, król Jan Kazimierz przekazał diecezję prawosławnym, a w 1651 ponownie uznał prawa unitów. Konflikty z prawosławnymi mieszczanami chełmskimi zdarzały się jeszcze do roku 1678. Prawosławne bractwo lubelskie przystąpiło do unii w roku 1695, a bractwo zamojskie – w roku 1706.
Chełmska diecezja unicka została zlikwidowana przez władze carskie w 1875, jako ostatnia unicka diecezja na terenie Królestwa Polskiego.

## Uniccy biskupi chełmscy
| Lata urzędowania | Biskup | Biskup                              | Uwagi |
| ---------------- | ------ | ----------------------------------- | --- |
| 1596–1603        |        | Dionizy Zbirujski                   | wcześniej prawosławny biskup chełmski, sygnatariusz unii brzeskiej |
| 1604–1619        |        | Arseniusz Joann /Iwan/ Andrzejewski | |
| 1619–1625        |        | Atanazy Pakosta                     | |
| 1625–1626        |        | Teodor Mieleszko (Mieleszkowicz)    | |
| 1626–1628        |        | Józef Welamin Rutski                | jednocześnie metropolita kijowski, reformator kościoła unickiego (greckokatolickiego), Sługa Boży                                                                                           |
| 1630–1649        |        | Metody Terlecki                     | przebudował katedrę unicką w Chełmie |
| 1649             |        | Atanazy Zachariasz Furs             | zmarł przed objęciem urzędu |
| 1649–1687        |        | Jakub Jan Susza                     | początkowo administrator, od 1652 ordynariusz diecezji chełmskiej, popularyzator kultu Matki Bożej Chełmskiej                                                                               |
| 1687–1691        |        | Augustyn Aleksander Łodziata        | koadiutor w latach 1685–1687 |
| 1691–1693        |        | Jan Małachowski                     | wcześniej greckokatolicki biskup przemyski |
| 1693–1709        |        | Gedeon Woyna-Orański                | |
| 1711–1730        |        | Józef Lewicki                       | |
| 1730–1756        |        | Felicjan Filip Wołodkowicz          | późniejszy greckokatolicki biskup włodzimiersko-brzeski i metropolita kijowski |
| 1756–1784        |        | Maksymilian Ryłło                   | późniejszy greckokatolicki biskup przemyski |
| 1784–1790        |        | Teodozy Rostocki                    | późniejszy greckokatolicki metropolita kijowski |
| 1790–1804        |        | Porfiriusz Skarbek-Ważyński         | |
| 1804–1810        |        | Antoni Angełłowicz                  | jednocześnie greckokatolicki biskup przemyski, później biskup kamieniecki, arcybiskup lwowski i metropolita halicki, rektor Uniwersytetu Józefińskiego                                      |
| 1810–1828        |        | Ferdynand Dąbrowa-Ciechanowski      | |
| 1828–1851        |        | Filip Felicjan Szumborski           | |
| 1851–1863        |        | Jan Teraszkiewicz                   | |
| 1863–1866        |        | Jan Mikołaj Kaliński                | |
| 1866–1868        |        | Józef Wójcicki                      | zarządzał diecezją bez święceń biskupich |
| 1868–1871        |        | Michał Kuziemski                    | |
| 1871–1875        |        | Marceli Popiel                      | prawosławny administrator diecezji, późniejszy prawosławny biskup połocki i witebski, za jego czasów zlikwidowano greckokatolicką diecezję chełmską i włączono ją do kościoła prawosławnego |

| Lata urzędowania | Biskup             | Uwagi                                                               |
| ---------------- | ------------------ | ------------------------------------------------------------------- |
| 1819–1828        | Wincenty Siedlecki |                                                                     |
| 1843–1851        | Jan Teraszkiewicz  | późniejszy biskup ordynariusz greckokatolickiej diecezji chełmskiej |